# Benedict, Kansas
Benedict är en ort i Wilson County i Kansas. Vid 2010 års folkräkning hade Benedict 73 invånare.